# Pierre Joost
Pierre Joost, né en 1943 et mort en 2002, est un musicien, enseignant, violoniste, chef d'orchestre et chef de chœur vaudois.

## Biographie
Fondateur de l'Ensemble Da Chiesa, Pierre Joost est également violoniste amateur. Il troque ainsi souvent l'archet contre la baguette pour jouer en compagnie de ses camarades de l'orchestre du Conservatoire de Lausanne. Après un brevet d'instituteur obtenu en 1963 à l’École normale de Lausanne, Pierre Joost entre au Conservatoire de Lausanne. Outre les branches théoriques traditionnelles, il y suit l'enseignement d'Anne-Marie Tabachnik pour le piano, de Stéphane Romascano pour le violon, et d'Árpád Gérecz pour la musique de chambre. Il est diplômé de la classe de Stéphane Romascano en 1968. Il poursuit en parallèle une formation pédagogique et obtient un brevet de maître secondaire de musique en 1971.
Il commence véritablement sa carrière de chef de chœur et d'orchestre en prenant, en 1963, la direction du chœur mixte de Dommartin, à la tête duquel il reste dix ans. En parallèle, il achève un brevet de musique ainsi qu'une formation de chef d'orchestre, auprès d'Andor Kovách au Conservatoire de Lausanne, qui le conduisent à créer et diriger, au printemps de l'année 1973, l'Orchestre Da Chiesa. Composé à l'origine de musiciens à cordes et de souffleurs amateurs, cet ensemble donne un premier concert au temple Saint-Vincent de Montreux. Pour un temps enrichi d'un chœur éponyme, il ne subsiste finalement qu'en tant qu'orchestre à cordes. Pierre Joost joue d'ailleurs lui-même au sein de son orchestre durant l'année 1979, laissant la direction à l'un des altistes, Étienne Roulet. Auparavant, Pierre Joost a travaillé ses talents de violoniste au sein de l'Orchestre du Conservatoire de Lausanne, dirigé par Árpád Gérecz. À côté de l'Orchestre Da Chiesa, il fait partie d'un quatuor à cordes d'amateurs, le Quatuor du Carroz, du nom d'un quartier de Chexbres ; il y joue aux côtés de Pierre Seidel (violon), Étienne Roulet (alto) et Jean-Paul Dépraz (violoncelle). L'enseignement de la musique devient sa profession dès 1969 et après un an au collège d'Yverdon, de 1970 à 2002 il enseigne à l’établissement secondaire de Montreux, d'abord la musique, puis aussi l'électroacoustique. Très tôt, Pierre Joost s'intéresse également aux vertus thérapeutiques de la musique. Après un premier ouvrage publié en 1971 qui traite de la question des bienfaits de la musique sur la santé des enfants handicapés mentaux, il entre en 1972 à la Fondation Renée-Delafontaine, qui s'occupe précisément de ces problèmes, où il travaille comme musicothérapeute jusqu'en 1985. Il suit en parallèle une formation de musicothérapie chez Liliane Azinala à Paris et Lausanne. Particulièrement attaché à ces activités, il crée enfin le groupe de travail Musique et handicapés mentaux, et travaille comme chargé de cours de musicothérapie au Service de l'enseignement spécialisé.
Pierre Joost s'intéresse également au lien entre musique et technologie. Il suit ainsi des cours de composition musicale électroacoustique au Centre de recherche d'Annecy entre 1982 et 1986. Dès 1987, il officie comme chargé de recherche dans ce domaine au Centre vaudois de recherches pédagogiques. Pierre Joost organise et dirige l'Orchestre Da Chiesa pendant près de trente ans, jusqu'à son décès subit en 2002.

## Sources
- « Pierre Joost », sur la base de données des personnalités vaudoises sur la plateforme « Patrinum » de la Bibliothèque cantonale et universitaire de Lausanne.